# 蒙城县农业委员会
蒙城县农业委员会，是中国安徽省亳州市蒙城县下辖的一个乡镇级行政单位。

## 行政区划
蒙城县农业委员会共辖以下地区：
大韦村、蒙城县水稻良种场、蒙城县两杂制种场。